# Regimiento Especial de Intervención
El Regimiento Especial de Intervención (REI) es un regimiento de fuerzas especiales perteneciente a la Guardia Republicana de Argelia con sede en Khemisti en la Provincia de Tipasa.

## Historia
El Regimiento de Intervención Especial fue creado en mayo de 2015 por el exjefe del Estado Mayor del Ejército Nacional Popular de Argelia Ahmed Gaid Salah y el comandante de la Guardia Republicana, el Mayor General Ahmed Mouley Melliani. El RIE es el brazo armado de la Guardia Republicana y ha sido entrenado como una unidad de paracaidistas militares, ya que estos operadores han sido formados en la Escuela Superior de Tropas Especiales (ESTS) ubicada en Biskra.

## Misiones
El RIE desempeña varias misiones, entre las cuales cabe señalar el rescate de rehenes y la acción ofensiva en la montaña, el desierto y el combate en zonas urbanas. Las misiones del RIE son:
- Lucha contra el terrorismo yihadista.

- Rescate de rehenes.

- Contrainsurgencia.

- Guerra antiguerrilla.

- Neutralización de delincuentes peligrosos y terroristas en zonas urbanas, forestales o desérticas.

- Escolta y protección de personas importantes (VIP) y autoridades militares.

- Recuperación y protección de áreas estratégicas.

## Organización
El RIE está formado por varias unidades especializadas: 
- La unidad de intervención.

- La unidad antiterrorista.

- La unidad de rescate de rehenes.

- La unidad de escolta y protección.

- La unidad de francotiradores.

- La unidad de reconocimiento militar.

- La unidad de buzos de combate.

- La unidad canina (K-9).

- La unidad de desminado.

## Capacitación
Los miembros del RIE han sido entrenados en la escuela de comandos situada en Biskra, en paracaidismo y en la lucha en el desierto, posteriormente han sido entrenados en el centro de instrucción de comandos, situado en Boghar, en la Provincia de Médéa, donde se lleva a cabo el entrenamiento, los soldados se dedican a hacer ejercicios en el campo, entrenan técnicas de combate antiguerrilla, tiro al blanco, supervivencia en áreas hostiles y llevan a cabo acciones de comando y acciones especializadas. Los operadores del RIE, tienen a su disposición los edificios y edificios de entrenamiento del regimiento de maniobra operacional 104° RMO, para entrenarse en prácticas de combate urbano y rescate de rehenes en áreas urbanas. El RIE tiene edificios de formación en su sede ubicada en Khemisti. Además de esto, los miembros del RIE participan regularmente en intercambios con los paracaidistas del Ejército argelino y con otras unidades de las fuerzas especiales argelinas.

## Armamento

### Pistolas
| Nombre        | Imagen   | Origen                 | Tipo                   | Calibre              | Notas                                                                   |
| Pistolas      | Pistolas | Pistolas               | Pistolas               | Pistolas             | Pistolas                                                                |
| ------------- | -------- | ---------------------- | ---------------------- | -------------------- | ----------------------------------------------------------------------- |
| Caracal       |          | Emiratos Árabes Unidos | Pistola semiautomática | 9 × 19 mm Parabellum |                                                                         |
| Glock 17 / 18 |          | Austria                | Pistola semiautomática | 9 × 19 mm Parabellum | Puede equiparse con una linterna eléctrica y un kit de conversión RONI. |
| Glock 31      |          | Austria                | Pistola semiautomática | 9 × 22 mm            |                                                                         |

### Fusiles de asalto
| Nombre            | Imagen            | Origen            | Tipo              | Calibre           |
| Fusiles de asalto | Fusiles de asalto | Fusiles de asalto | Fusiles de asalto | Fusiles de asalto |
| ----------------- | ----------------- | ----------------- | ----------------- | ----------------- |
| AKM               |                   | Unión Soviética   | Fusil de asalto   | 7,62 × 39 mm      |

### Ametralladoras
| Nombre           | Imagen         | Origen          | Tipo                               | Calibre        |
| Ametralladoras   | Ametralladoras | Ametralladoras  | Ametralladoras                     | Ametralladoras |
| ---------------- | -------------- | --------------- | ---------------------------------- | -------------- |
| Ametralladora PK |                | Unión Soviética | Ametralladora de propósito general | 7,62 × 54 mm R |

### Fusiles de francotirador
| Nombre                       | Imagen                   | Origen                   | Tipo                     | Calibre                  |
| Fusiles de francotirador     | Fusiles de francotirador | Fusiles de francotirador | Fusiles de francotirador | Fusiles de francotirador |
| ---------------------------- | ------------------------ | ------------------------ | ------------------------ | ------------------------ |
| Sako TRG                     |                          | Finlandia                | Fusil de francotirador   |                          |
| Accuracy International G22A2 |                          | Reino Unido              | Fusil de francotirador   |                          |
| Dragunov SVD                 |                          | Unión Soviética          | Fusil de francotirador   | 7,62 × 54 mm R           |
| Zastava M93 Black Arrow      |                          | Serbia                   | Fusil de francotirador   |                          |

### Escopetas
| Nombre           | Imagen    | Origen    | Tipo      | Calibre   |
| Escopetas        | Escopetas | Escopetas | Escopetas | Escopetas |
| ---------------- | --------- | --------- | --------- | --------- |
| SPAS-12          |           | Italia    | Escopeta  |           |
| Beretta RS-202M2 |           | Italia    | Escopeta  |           |

### Lanzagranadas acoplado
| Nombre                 | Imagen                 | Origen                  | Munición               | Fabricante                                                                   |
| Lanzagranadas acoplado | Lanzagranadas acoplado | Lanzagranadas acoplado  | Lanzagranadas acoplado | Lanzagranadas acoplado                                                       |
| ---------------------- | ---------------------- | ----------------------- | ---------------------- | ---------------------------------------------------------------------------- |
| GP-25                  |                        | Argelia Unión Soviética | Granada de 40 mm       | Empresa de Construcciones Mecánicas de KhenchelaKBP Instrument Design Bureau |

### Lanzacohetes
| Nombre       | Imagen       | Origen          | Tipo                          |
| Lanzacohetes | Lanzacohetes | Lanzacohetes    | Lanzacohetes                  |
| ------------ | ------------ | --------------- | ----------------------------- |
| RPG-7        |              | Unión Soviética | Granada propulsada por cohete |

## Equipamiento
- Botas de combate.
- Chalecos antibalas.
- Coderas y rodilleras.
- Gafas de protección
- Pasamontañas.
- Guantes de protección.
- Pistoleras.
- Sistemas de hidratación.
- Mochilas de combate.
- Trajes Ghillie (para francotiradores).
- Escudos antibalas.
- Dispositivos de visión nocturna.
- Miras nocturnas, infrarrojas y térmicas.
- Dispositivos de transmisión individual.
- Radios.
- Silenciadores.
- Miras Eotech y ACOG.

### Cascos
| Nombre                | Imagen | Origen         | Tipo             |
| Cascos                | Cascos | Cascos         | Cascos           |
| --------------------- | ------ | -------------- | ---------------- |
| Casco Sentry Ops Core |        | Estados Unidos | Casco de combate |

## Vehículos terrestres

### Camiones militares
| Nombre               | Imagen | Origen           | Tipo           |
| -------------------- | ------ | ---------------- | -------------- |
| Mercedes-Benz Zetros |        | Alemania Argelia | Camión militar |

### Motocicletas
| Nombre      | Imagen | Origen   | Tipo        |
| ----------- | ------ | -------- | ----------- |
| BMW K1100   |        | Alemania | Motocicleta |
| BMW R1100RT |        | Alemania | Motocicleta |
| BMW R1200RT |        | Alemania | Motocicleta |

### Transportes blindados de personal
| Nombre      | Imagen | Origen           | Tipo                            |
| ----------- | ------ | ---------------- | ------------------------------- |
| TPz Fuchs 2 |        | Alemania Argelia | Transporte blindado de personal |

### Vehículos de movilidad de infantería
| Nombre   | Imagen | Origen                         | Tipo                                |
| -------- | ------ | ------------------------------ | ----------------------------------- |
| NIMR ISV |        | Emiratos Árabes Unidos Argelia | Vehículo de movilidad de infantería |

### Vehículos todoterreno
| Nombre                | Imagen | Origen   | Tipo                 |
| --------------------- | ------ | -------- | -------------------- |
| Toyota Land Cruiser   |        | Japón    | Vehículo todoterreno |
| Mercedes-Benz Clase G |        | Alemania | Vehículo todoterreno |